# Марш ан Фамен
Марш ан Фамен (на френски: Marche-en-Famenne) е град в Южна Белгия, окръг Марш ан Фамен на провинция Люксембург. Населението му е около 17 000 души (2006).